# دهستان اوباتو
دهستان اوباتو نام دهستانی در بخش کرفتو شهرستان دیواندره، استان کردستان در ایران است. براساس سرشماری مرکز آمار ایران در سال ۱۳۸۵، جمعیت آن ۵۱۱۳ نفر (۱۰۶۵ خانوار) بوده‌است.